# Distretto di Khwaja Du Koh
Il distretto di Khwaja Du Koh è un distretto dell'Afghanistan appartenente alla provincia dello Jowzjan. Viene stimata una popolazione di 13 661 abitanti (stima 2016-17).